# Netscape Navigator
Netscape Navigator, známý též jako Netscape, byl proprietární webový prohlížeč, který byl populární v průběhu 90. let. Jednalo se o vlajkový produkt společnosti Netscape Communications Corporation a o dominantní webový prohlížeč na trhu do té doby, než jej společnost Microsoft vytlačila integrací svého prohlížeče Internet Explorer do svého operačního systému Windows. Druhým důvodem byla malá inovace, se kterou prohlížeč koncem 90. let přicházel.
Navigator byl nahrazen balíkem Netscape Communicator.

## Historie verzí
| Verze | Datum vydání       |
| ----- | ------------------ |
| 0.9   | 13. října, 1994    |
| 1.0   | 15. prosince, 1994 |
| 1.1   | Březen, 1995       |
| 1.22  | Srpen, 1995        |
| 2.0   | Březen, 1996       |
| 3.0   | 19. srpen, 1996    |
| 4.0   | Červen, 1997       |
| 4.08  | 19. listopad, 1998 |